# Szunnyadó gyilkosság
A Szunnyadó gyilkosság (eredeti címén Sleeping Murder) Agatha Christie 1976-ban, a szerző halála évében megjelent posztumusz kiadású regénye. A regény a második világháború idején keletkezett, de a létbizonytalanság miatt az írónő nem adatta ki, anyagi tartaléknak szánva a művet halála esetére. A kiadási jogokat a férjének ajándékozta.
A Miss Marple szereplésével készült utolsó regény óriási sikert aratott. A Chicago Tribune szerint „Agatha Christie a végére tartogatta a legjobbját.”

## A regény szereplői
- Miss Jane Marple
- Giles Reed
- Gwenda Reed, Giles felesége
- Dr. Kennedy
- Jackie Afflick
- Walter Fane
- Mrs. Fane, Walter édesanyja
- Lily Abbott/Mrs. Kimble
- Mr. Kimble
- Raymond West és felesége
- Mr. Bantry és felesége
- Edith Pagett

## Cselekménye
Giles és Gwenda Reed fiatal házasok, akik úgy döntenek, Dél-Angliában, a tengerpart közelében telepednek le. A férj üzleti ügyeit intézi, így a házkeresés feladatát Gwendára bízza, aki nem is késlekedik, s napokig járja vidéket, megfelelő lakást keresve. Nemsokára meg is találja az ideális épületet, melyet Domboldalnak hívnak. Hamarosan meg is vásárolja azt eddigi tulajdonosától, az özvegy Mrs. Hengrave-től.
Gwenda megjegyzi, hogy célszerű volna ösvényt építeni a sziklakerten át. Ezt érdekesnek találja az idős kertész, Foster, mert e tervezett ösvény helyén régen lépcsősor volt. Azt is furcsállja, hogy mindig át akar menni a falon, amely a hálószobáját és az ebédlőt választja el. Kiderül, hogy ott régen volt egy ajtó. A hölgy azonban megrémül, mikor kiderül, hogy olyan tapétával kívánja beborítani a falakat, amelyek pontosan ugyanolyak voltak, mint tizennyolc évvel ezelőtt.
Gwenda érthető módon nem bánja, mikor rokonai, Raymond West és felesége meghívják Londonba. Itt találkozik a hölgy Westék másik rokonával, Miss Marple-lel. Ellátogatnak az Amalfi színházi előadására. Az egyik színész ezt mondja: "Takard el arcát". Gwenda érthetetlen módon sikoltozni kezd, teljesen megrémül; szerencsére azonban rokonai a segítségére sietnek, s hazaviszik.
Hamarosan kiderül, mitől ijedt meg Gwenda annyira: a színész szavai hatására egy emlékkép bukkant fel a hölgy emlékezetben: egy ember, akinek majommancsai vannak, egy megfojtott lány mellett áll, és pontosan ezeket szavakat mondja. A lányt Helennek hívták. Giles a mancsokat illetően kételkedik, de azért hisz a feleségének, s úgy döntenek, megpróbálják felgöngyölíteni a gyilkosságot. Miss Marple megpróbálja őket lebeszélni, de hiába. A Reed-házaspár hamarosan hazautazik, s nyomozásba kezd. A gyilkosság természetesen nem hagyja nyugodni Jane Marple-t sem: utánuk megy, s mivel a tengeri levegő egyébként is jót tesz neki, a Dillmouthban eltöltött időt bizonyára élvezni fogja.
Hamarosan megtudja Gwenda a nagynénjétől, hogy ő kislánykorában Angliában élt édesapjával egy rövid ideig. Nyilván ezért emlékezett sok mindenre a házat illetően. Édesanyja pedig még Indiában, régebbi lakhelyükön meghalt; az özvegy pedig úgy döntött, Angliába költözik. A hajóúton ismerkedett meg egy fiatal hölggyel. Hamarosan azt is kideríti Gwenda és férje, hogy ezt a nőt, azaz Mrs. Reed mostohaanyját Helen Kennedynek hívták. Édesapja pedig mielőtt még meghalt, Gwendát a rokonaira bízta, s Új-Zélandra küldte.
A faluban azt beszélték, Helen csapodár lány volt, s otthagyta Halliday őrnagyot egy másik férfi kedvéért. Gwndáék hamarosan megtalálják dr. Kennedyt, Helen bátyját; akitől megtudják, hogy Helen szökése után két levelet is írt. Ugyanakkor a doktor tájékoztatja Helent: édesapjának hallucinációi voltak, hogy a felesége mérgezi őt; és úgy hitte, ő ölte meg Helent. Ezért egy elmegyógyintézetbe vonult vissza, ahol nemsokára meghalt. Kiderítik még, hogy a bájos Helen úgy döntött, mégis hozzámegy Walter Fane-hez (akit egyszer már elutasított), a helyi ügyvédiroda tulajdonosának fiához; ám az odaúton megismerkedik egy másik férfival, akivel egymásba szeretnek; de nem lehet közös jövőjük, mert a férfi nős. Helen aztán úgy határoz, mégsem megy feleségül Fane-hez. Így aztán visszautazik, s a visszaúton ismerkedik meg Halliday őrnaggyal. Angliába való megérkezésüket hamarosan Fane-é is követi, aki beáll a cégbe. Kiderül az is, hogy Helen barátkozott Jackie Afflickkel is (mielőtt Indiába utazott), aki Fane-ék irodájában dolgozott, de végül nem történt semmi. Nem sokkal később Afflicket kirúgták, mert állítólag bizalmas információkat szolgáltatott ki.
Sorban látogatnak el a következő helyekre: a nős férfihoz, Richard Erskine-hoz; Fane-hez; Afflickhez és édesapja szanatóriumához. Itt azt mondja nekik az igazgató (aki tizennyolc évvel ezelőtt kezelte az őrnagyot), hogy nem gondolja azt, hogy az édesapja megölte volna Helent.
Lily Kimble, aki annak idején Hallidey őrnagy házában dolgozott, értékes információknak van birtokában. A Reed-házaspár hirdetésében épp őt keresik, ezért úgy dönt, tanácsot kér Kennedy doktortól. Ő azt javasolja, látogassa meg; azonban mikor megérkezik (méghozzá jóval előbb a megbeszélt időpontnál), megölik. Ezenkívül valaki még meghívja Afflicket és Fane-t Gwendáék házához, mivel valami fontos dologról akarnak velük beszélni. A kérdéses időpontban azonban Gwendáék nincsenek otthon.
Mrs. Kimble halálát követően a rendőrség is bekapcsolódik az ügybe, s a házban való ásás közben megtalálják Helen holttestét.
Gwenda éppen otthon tartózkodik, s a gyilkosságon töpreng, amikor valaki belép a házba. A hölgy megnyugszik, mivel csak dr. Kennedy érkezett meg. Nyugodtságát azonban rögtön félelem ér rémület váltja fel, mert Kennedy doktor azért jött, hogy elhallgattassa Gwendát. Szerencsére azonban az előrelátó Miss Marple éppen otthon tartózkodik, s leleplezi a gyilkost.
Kennedy azért ölte meg Helent, mert őrült. Féltette a húgát, nem engedte meg neki, hogy szórakozzon, hogy barátai legyenek. Mikor megházasodott a tudtán kívül, a doktor elhatározta magát: megölte a húgát, s mindent úgy állított be, hogy a nyomok Gwenda édesapjára mutassanak. Az őrnagy ugyanakkor barátja javaslatára vonult elmegyógyintézetbe.
Mikor azonban a doktor elásta a holttestet, az idegen nemzetiségű szolgálólány, Léonie meglátta, s ezt elmondta Lilynek. A lány hamarosan elment, de Lily veszélyes volt a doktor számára, akit el kellett hallgattatni. Ő mondta neki, hogy jöjjön előbb, illetve máshol szálljon le. Fane-t és Afflicket szintén ő hívta házhoz, csakhogy rájuk terelje a gyanút. Miss Marple és a Reed-házaspár azonban megfejtette a szunnyadó gyilkosság rejtélyét.

## Magyarul
- Szunnyadó gyilkosság. Miss Marple utolsó nyomozása; ford. Hazai Lajosné; Hunga-print, Bp., 1991 (Hunga könyvek)
- Szunnyadó gyilkosság; ford. Magyari Andrea; Európa, Bp., 2006 (Európa krimi)
- Szunnyadó gyilkosság. Miss Marple utolsó esete; ford. Katona Ágnes; Helikon, Bp., 2018

## Filmfeldolgozásai
A regény alapján 1986-ban, Joan Hickson Miss Marple főszereplésével készült el a Takard el az arcát c. film (eredeti címén: Sleeping Murder). 2006-ban újabb tévéfilm készült Geraldine McEwan főszereplésével. 2012-ben Antoine Duléry főszereplésével készült francia tévéfilm a regényből.